# Titolazione acido-base

Esempio di titolazioni acido-base. Nell'esempio: neutralizzazione di un acido con una base e costruzione della relativa curva di titolazione.

Acidimetro di Soxel Henkel

La titolazione acido-base è un tipo di titolazione utile per determinare la concentrazione ignota di un acido (alcalimetria) o una base (acidimetria), mediante una reazione di neutralizzazione che porta alla formazione di un sale più acqua. La soluzione da titolare può essere un acido o una base, sia debole che forte. Il monitoraggio dell'andamento della titolazione può avvenire tramite una costante misura del pH della soluzione attraverso un apposito strumento, oppure tramite l'uso di un indicatore il cui pH di viraggio sia nella regione del punto di equivalenza. Quando si titolano acidi forti con basi forti (o viceversa) il valore del pH inizialmente varia molto lentamente, per poi avere un grande salto al punto di equivalenza (che ha pH=7).

## Descrizione
Se si utilizzano al contrario acidi deboli con basi forti (o viceversa) il pH inizialmente varia molto rapidamente, per poi stabilizzarsi al raggiungimento del punto di semi-equivalenza (quando è stata aggiunta metà della quantità di reagente necessaria alla neutralizzazione). In questo momento si è formata una soluzione tampone di massima efficacia (pH=pKa dell'acido o base debole titolata). Il salto di pH al punto di equivalenza è molto minore rispetto a sopra e la scelta dell'indicatore è quindi ristretta; questo valore di pH non è inoltre necessariamente neutro; anzi per un acido debole, è distintamente basico e per una base debole è invece acido. I sali di acidi deboli, che si dissociano completamente in soluzione acquosa, sono infatti a loro volta delle basi deboli, e quindi sono in grado di accettare protoni dall'acqua, facendo aumentare il pH al punto di equivalenza; il discorso inverso vale invece per i sali di basi deboli.
Per mostrare i risultati è molto comune tracciare un grafico, che visualizzi il valore del pH sull'asse y e il volume aggiunto di sostanza a concentrazione nota sull'asse x. La figura ottenuta, denominata curva di titolazione, ha in genere una visibile porzione in cui è praticamente verticale, che indica un rapidissimo cambiamento di pH con un piccolo aumento di volume (attorno al punto di equivalenza). La curva è utile a determinare i punti di equivalenza e semi-equivalenza. Per determinare il primo, spesso si sfrutta il metodo delle tangenti, che consiste nel tracciare due tangenti alla curva fra loro parallele, e trovare poi la terza retta parallela a queste due e a uguale distanza da esse: il punto in cui quest'ultima retta interseca il grafico è il punto di equivalenza, da cui si ricava poi facilmente il volume necessario al suo raggiungimento e il pH (guardando sugli assi cartesiani corrispondenti). Il punto di semi-equivalenza si trova, sull'asse delle ascisse, a esattamente la metà del valore di volume al punto di equivalenza.